# Endmoor
Endmoor är en by i Cumbria i England. Byn ligger 72,1 km från Carlisle. Orten har 637 invånare (2015).